# Радиальная глия

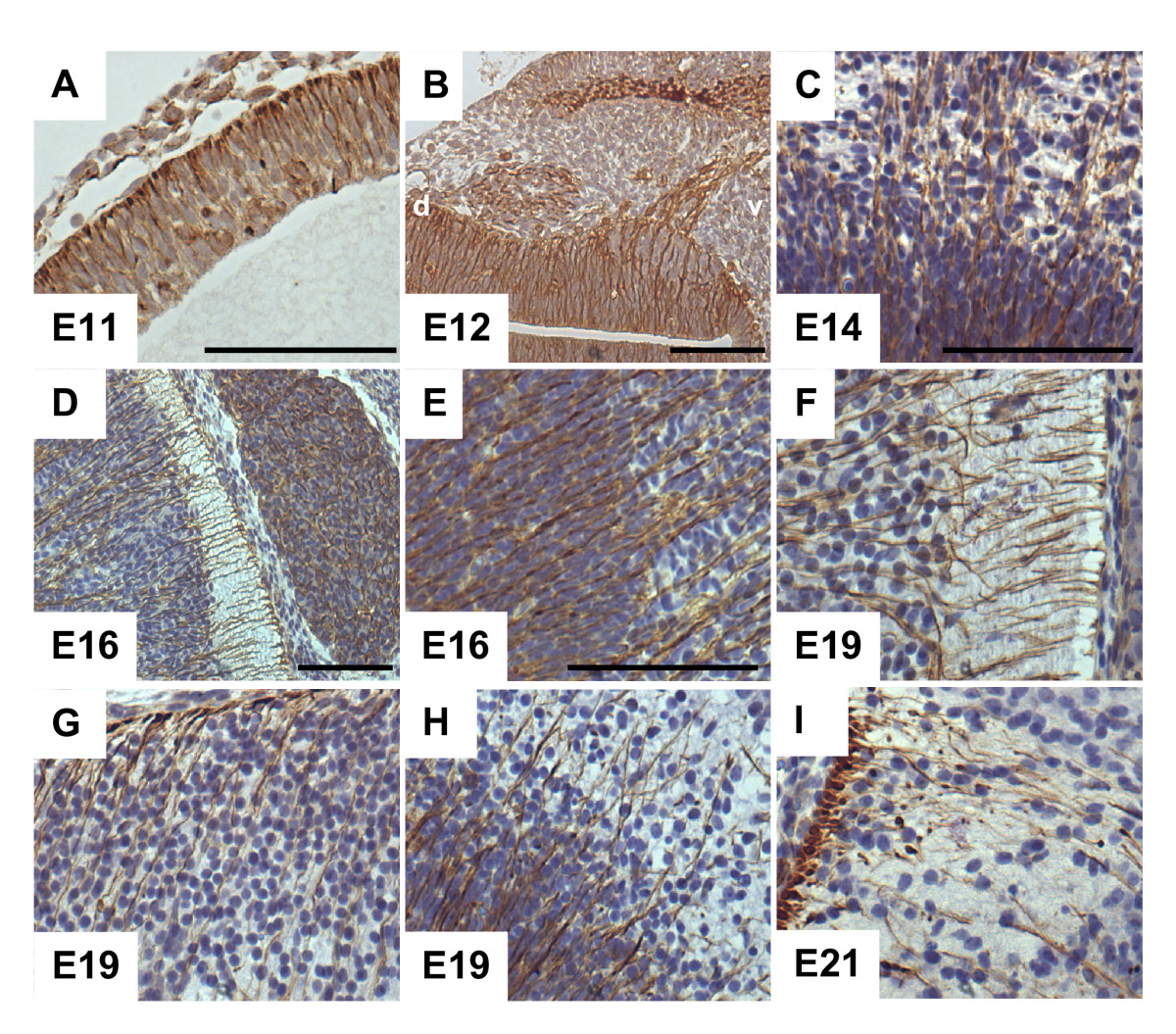
Экспрессия рецептора G-CSF отчётливо выявляет клетки радиальной глии в разных отделах эмбрионального мозга мыши на разных сроках развития (в днях). Из публикации Kirsch et al., 2008.

Радиальная глия — глиальные клетки с длинными отростками, играющие важную роль в нейрональной миграции, построении слоёв коры мозга и мозжечка, а также являющиеся предками в процессе нейрогенеза.

## Развитие
Радиальная глия образуется на ранней стадии развития нервной системы из нейроэпителиальных клеток. Некоторые глиальные популяции, например, Мюллерова глия в сетчатке, танициты в гипоталамусе и Бергмановская глия в мозжечке, сохраняют радиальную морфологию, а также иммунологические и биохимические свойства, присущие радиальной глии, и во взрослом организме.

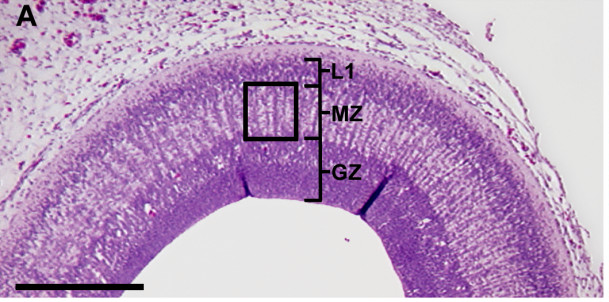
Верхний холмик четверохолмия в мозге куриного эмбриона окраска гематоксилин—эозин. В миграторной зоне (MZ) между генеративной зоной (GZ) и первой пластинкой нейронов (L1) видны волокна радиальной глии. Из статьи Caltharp et al., 2007.

Миграция нейронов вдоль направляющих. Из работы «Сравнение функции медленных и быстрых неокортикальных нейронов с помощью новой модели in vitro», авт. Nichols et al., 2008.

## Морфология
В конечном мозге, каждая клетка радиальной глии имеет одну апикальную ножку (англ. apical endfoot), присоединённую к вентрикулярной поверхности. На противоположной стороне, базальной поверхности, радиальные волокна, в особенности на последних стадиях развития, формируют до нескольких ответвлений, заканчивающихся ножками, формирующими внешнюю поверхность мозга, glia limitans. По мере утолщения кортекса волокна удлиняются. Некоторые из них оканчиваются на капиллярах, начинающих вторгаться в полушария. У большинства млекопитающих, за некоторыми исключениями, радиальная глия лишь временно присутствует в конечном мозге. По завершении кортикогенеза она исчезает либо преобразуется в астроциты.

## Физиология
Для клеток радиальной глии характерна экспрессия GFAP, виментина, FABP7. Радиальная глия, из которой образуются новые нейроны, характеризуется экспрессией Pax6. Существуют межвидовые отличия в экспрессии маркеров: у приматов радиальная глия выраженно иммунореактивна к GFAP в самый активный период нейромиграции, а у грызунов экспрессия GFAP наблюдается только после рождения. Многие клетки радиальной глии у приматов на время останавливают митотическую активность, выполняя лишь роль направляющих для мигрирующих нейронов. Кортиконейрогенез у макак длится около двух месяцев, а у человека — около пяти, и, как предполагается, для построения более крупного и сложного мозга требуются более устойчивые, дифференцированные клетки поддержки.

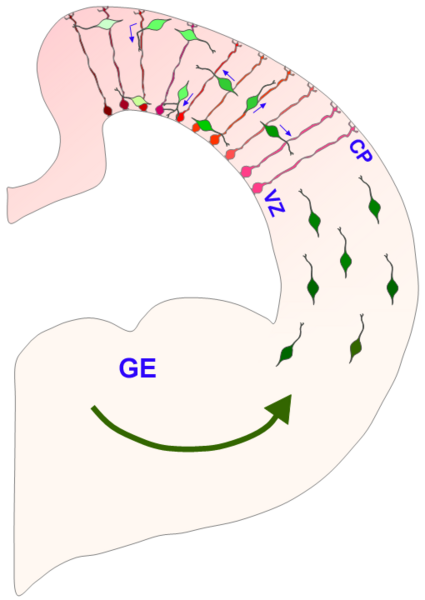
Интернейроны, мигрирующие из ганглионарного бугорка (GE), вступают во взаимодействие с радиальной глией (CP - кортикальная пластинка, VZ - вентрикулярная зона). Из Yokota et al., 2007.

Показано, что переход к фенотипу радиальной глии, сопровождающийся экспрессией FABP7, индуцируется активацией рецепторов Notch 1. в частности, под воздействием белка рилин. Интересно, что Notch 1 в пренатальном периоде стимулирует превращение клеток-предшественников в радиальную глию, однако постнатально способствует метаморфозу радиальной глии в астроциты.
Впервые радиальные клетки были отмечены в фетальном человеческом мозге ещё в конце XIX века.
По мере эволюционного усложнения структуры мозга, искривления его поверхности, появления извилин и борозд, усиливается роль радиальной глии и радиальной миграции в правильном построении коры: у приматов несколько поколений нейронов биполярной формы передвигаются вдоль её волокон на значительные расстояния, следуя изгибам, в то время как в гладком мозге грызунов путь миграции более прям и короток. У мышей около четверти нейронов коры мигрируют не-радиально, а у человека — менее 10 %.